# Arsilda Regina di Ponto
Arsilda Regina di Ponto – opera trzyaktowa skomponowana przez Antonia Vivaldiego dla miejskiej opery w Wenecji w 1716 roku. Opera należy do historycznych oper Vivaldiego, gdyż Arsylda królowa pontyjska jest postacią historyczną.